# Leisel Jones
Leisel Marie Jones OAM [ˈliːsəl] (* 30. August 1985 in Katherine, Northern Territory, Australien) ist eine australische Schwimmerin.

## Werdegang
Leisel Jones war bereits mit 15 Jahren Mitglied der australischen Schwimmnationalmannschaft bei den Olympischen Spielen 2000 in Sydney. Bei den Schwimmweltmeisterschaften 2003, schwamm sie über 100 m Brust neuen Weltrekord. Bei den Olympischen Spielen 2004 in Athen gewann sie mit der 4 × 100-m-Lagenstaffel die Goldmedaille. Außerdem gewann Jones Silber über 200 m Brust und Bronze über 100 m Brust. Für seine Verdienste um den Sport als Goldmedaillengewinner wurde sie 2005 mit der Medaille des Order of Australia ausgezeichnet.
Bei den Schwimmweltmeisterschaften 2005 in Montréal wurde sie Weltmeisterin über 100 m Brust, verlor ihren Weltrekord im Halbfinale jedoch an die junge Amerikanerin Jessica Hardy. Im Finale über 200 m Brust schwamm sie dagegen einen neuen Weltrekord und gewann vor Anne Poleska und Mirna Jukić. Einen weiteren Titel gewann sie mit der australischen Lagenstaffel.
Bei den Commonwealth Games 2006 in Melbourne gelang es ihr als erster Athletin überhaupt, sämtliche ausgetragenen Distanzen im Brustschwimmen zu gewinnen. Ein solcher Hattrick war zuvor nur Petria Thomas bei den Commonwealth Games 2002 in Manchester in der Schwimmlage Schmetterling gelungen, als man dort zum ersten Mal die 50-m-Distanz absolvierte. Über 50 m – eine Distanz, die sie erst seit kurzer Zeit anvisiert hatte – besiegte sie dabei sogar die amtierende Weltrekordhalterin und Weltmeisterin Jade Edmistone. Daraufhin gewann sie die 200 m, um sich schließlich über 100 m in der Weltrekordzeit von 1:05,09 min den Rekord zurückzuholen. Eine vierte Goldmedaille errang sie in der 4 × 100-m-Lagenstaffel an der Seite von Sophie Edington, Jessicah Schipper und Lisbeth Lenton.
Bei den Schwimmweltmeisterschaften 2007 in Melbourne verteidigte Leisel Jones ihre WM-Titel über 100 und 200 m Brust, hinzu kam noch eine Goldmedaille mit der australischen 4 × 100-m-Lagenstaffel in Weltrekordzeit und eine Silbermedaille über 50 m Brust.
Bei den Olympischen Spielen 2008 in Peking gewann Jones über 100 m Brust die Goldmedaille mit neuem olympischen Rekord vor der US-Amerikanerin Rebecca Soni und der Österreicherin Mirna Jukić. Über 200 m Brust gewann sie hinter Soni die Silbermedaille. Am letzten Tag der Schwimmwettkämpfe gewann sie die Goldmedaille mit der 4 × 100-m-Lagenstaffel.
2010 schwamm Jones bei den Commonwealth Games in Neu-Delhi über 100 m Brust, 200 m Brust und mit der 4 × 100-m-Lagenstaffel auf den ersten Platz, über 50 m Brust auf den zweiten Platz.
2015 nahm sie an der australischen Ausgabe der Reality-Show I’m a Celebrity…Get Me Out of Here! teil. 2017 wurde sie in die International Swimming Hall of Fame aufgenommen.